# The Narcicyst
 (janvier 2011).
Si vous disposez d'ouvrages ou d'articles de référence ou si vous connaissez des sites web de qualité traitant du thème abordé ici, merci de compléter l'article en donnant les références utiles à sa vérifiabilité et en les liant à la section « Notes et références ».
Yassin Alsalman, mieux connu sous le pseudonyme The Narcicyst (ou Narcy) est un intellectuel, journaliste et rappeur irakien.

## Biographie
Il commença sa carrière dans le groupe Euphrates accompagné des rappeurs Nawar et Nawaf Al-Rufaie. La carrière solo de The Narcisyst commença en 2004 après la séparation du groupe.
Rappant en anglais et parfois en arabe, ses paroles exposent les problèmes sociaux, politiques et culturels du temps comme les Attentats du 11 septembre 2001, la guerre américaine en Irak, l’islamophobie  et l’occupation israélienne en Palestine. The Narcicyst se produit au Canada, en Europe, aux États-Unis et au Moyen-Orient.
Il a aussi fait la première partie de nombreux artistes reconnus comme Public Enemy, Busta Rhymes, Talib Kweli, Kanye West, Non Phixion, Madlib, A-Trak, Brother Ali, DJ Vadim, Dead Prez et Afu Ra.
Diplômé en science politique et communication, Yassin obtient également un master de journalisme.

## Discographie

### Avec Euphrates
- A Bend In The River (2003)
- Stereotypes Incorporated (2004)
- The Euphrates Collection (2006)

### En solo
- Stuck Between Iraq and a Hard Place (2006)
- The Arab Summit's Fear Of An Arab Planet (2007)
- Stuck Between Iraq and a Hard Place Vol. 2 (2008)
- The Narcicyst (2009)
- Stuck Between Iraq and a Hard Place Vol. 3 (2009)
- Mr. Asthmatic (2010)